# Tjuvkil
Tjuvkil is een plaats in de gemeente Kungälv in het landschap Bohuslän en de provincie Västra Götalands län in Zweden. De plaats heeft 480 inwoners (2005) en een oppervlakte van 87 hectare.

## Verkeer en vervoer
Bij de plaats loopt de Länsväg 168.